# Stenodactylus petrii
Il geco delle dune (Stenodactylus petrii Anderson, 1896) è un piccolo sauro della famiglia Gekkonidae.

## Descrizione
È un piccolo geco caratterizzato dai grandi occhi a palpebra fissa e dalla coda, particolarmente lunga rispetto al corpo. 
La taglia è abitualmente tra i 9 e i 12 centimetri di lunghezza per un esemplare adulto.

## Biologia
Il geco delle dune, come suggerisce il nome, è un geco deserticolo e di abitudini prevalentemente terrestri, è inoltre un buon scavatore. La sua attività è per lo più notturna e crepuscolare. I gechi delle dune sono territoriali, ed i maschi spesso combattono per rivendicare il predominio sul territorio.

## Distribuzione e habitat
La specie è diffusa in  Africa (Sahara occidentale, Marocco, Algeria, Tunisia, Libia, Egitto, Sudan, Senegal, Mauritania, Mali, Eritrea, Niger) e in Medio oriente (Israele).